# St. Stephanus (Forst)

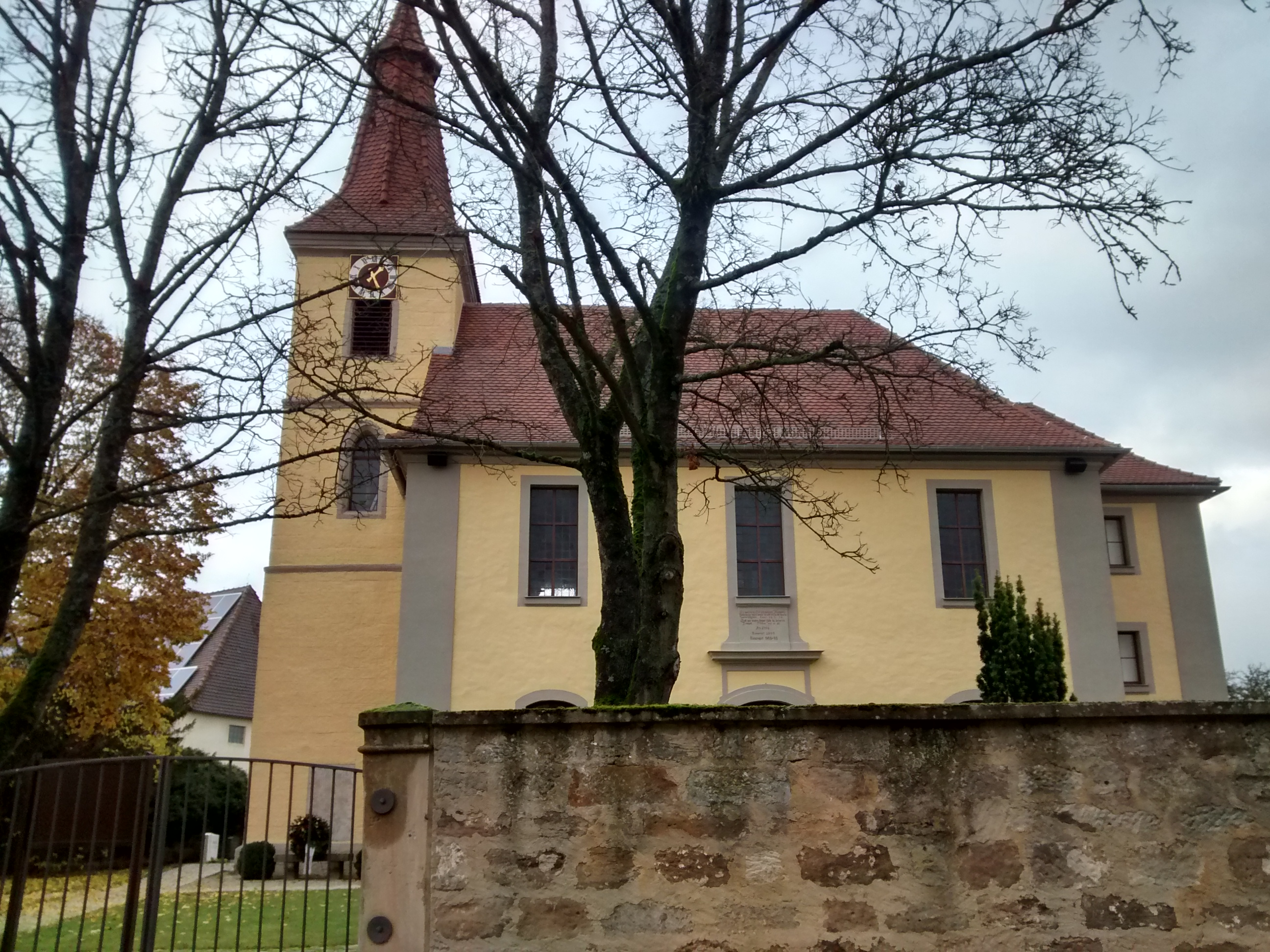
St. Stephanus, Südseite

St. Stephanus ist eine nach dem Märtyrer Stephanus benannte evangelisch-lutherische Kirche in Forst (Dekanat Ansbach).

## Kirchengemeinde
1291 wurde eine Pfarrei Forst erstmals urkundlich erwähnt. Wahrscheinlich schon ursprünglich wurden von St. Stephanus auch die Dörfer Frankendorf und Petersdorf betreut. Über das Patronatsrecht stritten sich die Würzburger Bischöfe und die Herren von Vestenberg über Jahrzehnte. Bischof Manegold von Neuenburg übertrug 1303 das ihm vermeintlich zustehende Recht an den Dekan und Kapitel des Ansbacher Gumbertusstiftes, die Einkünfte der Pfarrei zu genießen und einen Ewigvikar anzustellen. Tatsächlich aber versahen Angehörige der Vestenberger die Pfarrstelle mit der Begründung, dass sie in den drei Orten Forst, Frankendorf und Petersdorf Rechte und Besitzungen in beträchtlichen Umfang hatten. 1323 wurden die Streitigkeiten durch ein Schiedsgericht zugunsten des Gumbertusstiftes beigelegt. Aber noch für das Jahr 1356 ist belegt, dass – trotz vorgesehener Versorgung durch den Vikar – Forst anstelle dessen Hans Poksdorfer als Pfarrer hatte, der vermutlich von den Vestenbergern gestellt wurde.
Nach den Wirren des Dreißigjährigen Krieges mussten Forst wie auch St. Jakob (Weihenzell) und St. Johannes (Wernsbach bei Ansbach) von der Pfarrei St. Jakob (Mitteldachstetten) versorgt werden. Um 1650 wurde Forst zu einer Filiale von Weihenzell. Ab 1856 war Forst wieder eine eigenständige Pfarrei. Seit 1974 wird sie vom Weihenzeller Pfarrer mitversorgt. Anfang der 1990er hatte die Kirchengemeinde 224 Gemeindeglieder.

## Kirchengebäude
Die ursprüngliche Kirche ist weitestgehend abgerissen. Der gotische Westturm mit Eingangshalle aus Quadersteinen stammt im Kern aus dem 14./15. Jahrhundert. Er ist zweigeschossig und schließt mit einem oktogonalen Spitzhelm ab. Der im Osten anschließende Saalbau im Markgrafenstil konnte 1756 fertiggestellt werden. In drei Achsen sind an der Süd- und Nordseite jeweils ein Rechteck- über ein Stichbogenfenster angeordnet. Er ist durch ein Südportal zugänglich. Im Osten schließt sich ein eingezogener Sakristeibau an.
Der Saal ist einschiffig und schließt flach ab. 1898 wurde die Decke mit Stuckverzierungen versehen. Die zweigeschossige Empore schließt sich hufeisenförmig an der Süd-, Ost- und Nordwand an. Die auf der zweiten Empore befindliche Orgel steht wie der Kanzelaltar mittig im Osten. Der Taufstein steht auf gleicher Linie vor dem Kanzelaltar. Eine Besonderheit ist die 1769 errichtete Barockorgel von Caspar Moritz Nößler (Wilhermsdorf), die in vielen Teilen noch ursprünglich ist. Die Kirche bietet Sitzplätze für 250 Besucher und war damit von Anfang an für die kleine Pfarrei überdimensioniert.